# Portland Trail Blazers
Die Portland Trail Blazers sind eine Franchise der nordamerikanischen Basketball-Profiliga NBA. Ursprünglich trug die Mannschaft ihre Heimspiele im Portland Memorial Coliseum aus; seit 1995 finden die Spiele im Moda Center in Portland, Oregon statt.
Das Team kam bisher dreimal in die Finals der Playoffs und errang dabei die Larry O’Brien Championship Trophy für den Gewinn der NBA-Meisterschaft bislang einmal im Jahr 1977.

## Geschichte

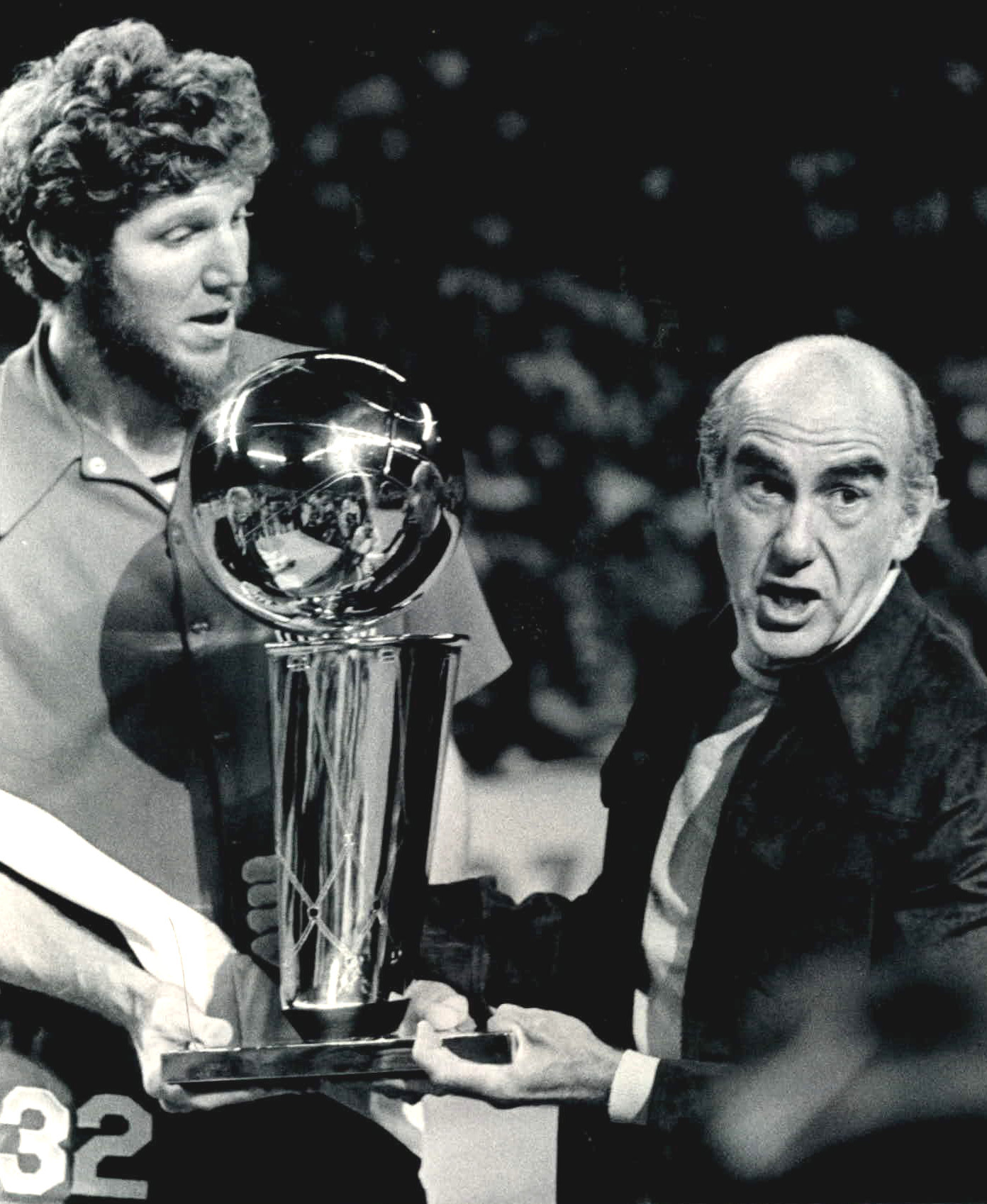
Hall of Famer Bill Walton (links) und Trainer Jack Ramsay beim Gewinn der ersten Meisterschaft (1977)

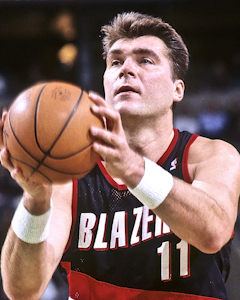
Center Arvydas Sabonis im Trikot der Blazers

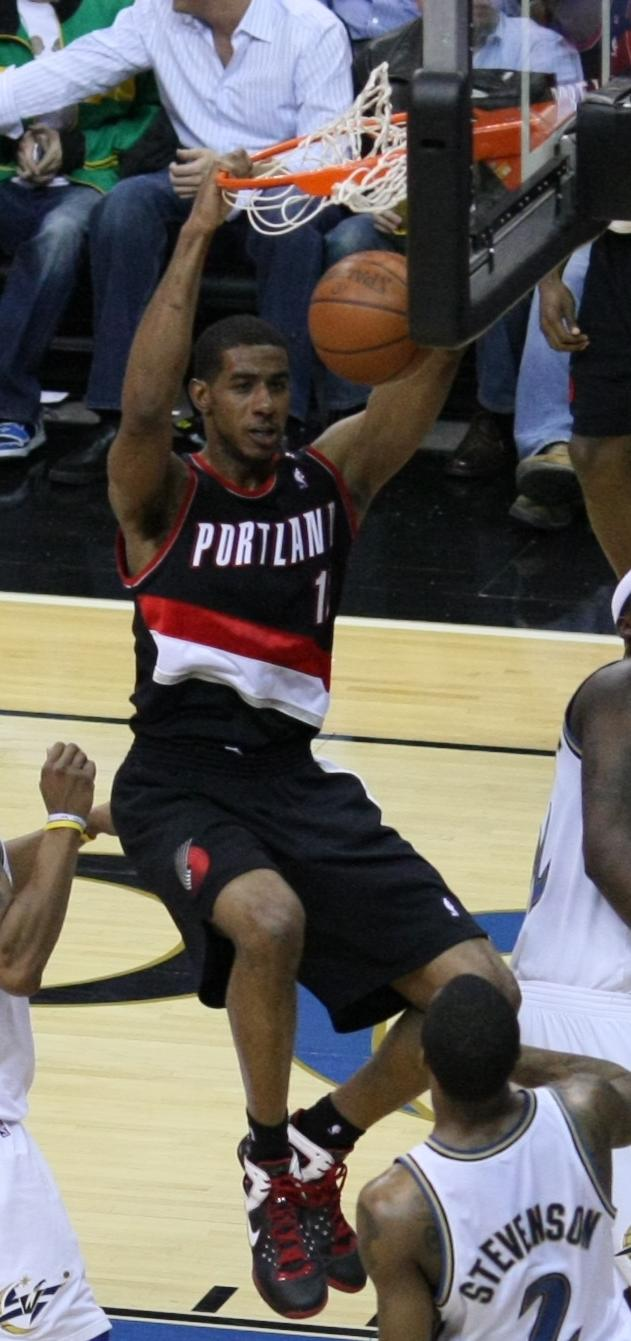
LaMarcus Aldridge spielte von 2006 bis 2015 für die Blazers

Am 6. Februar 1970 wurden die Trail Blazers in die NBA aufgenommen, nachdem sie 3,7 Millionen US-Dollar dafür bezahlt hatten. Ursprünglich war der Teamname „Portland Pioneers“ vorgesehen, aber da es bereits Teams im Collegesport gab, die denselben Namen führten, einigte man sich auf den heutigen Namen. Das ursprüngliche Logo der Blazers zeigte ein windradförmiges Logo, in dem fünf schwarze Spirallinien von oben links in fünf rote Spirallinien unten rechts münden: dies symbolisiert den Basketballsport mit dem Wettkampf zweier fünfköpfiger Teams. In späteren Versionen wurden die schwarzen Linien grau, das Grundprinzip blieb aber bestehen.
Die Blazers traten 1970 mit den Cleveland Cavaliers und den Buffalo Braves in die NBA ein. Die ersten Jahre waren von Erfolglosigkeit geprägt. Die Playoffs wurden, trotz junger Talente wie Geoff Petrie und Sidney Wicks regelmäßig verpasst. 1972 erhielt man den ersten Pick im NBA-Draft und wählte LaRue Martin, der nie die Erwartungen erfüllen konnte.
1974 erhielten die Blazers über den NBA-Draft ihren ersten Starspieler Bill Walton. 1976 stießen ABA-Star Maurice Lucas und Trainer Jack Ramsay zu den Blazers. Wicks und Petrie verließen dagegen die Blazers. Mit den beiden neuen und Bill Walton begann der Aufschwung der Blazers, so dass im Jahr 1977 die Blazers im Finale die Philadelphia 76ers mit 4:2, nachdem Philadelphia nach zwei Spielen 2:0 geführt hatte, besiegten. Einen 0:2-Rückstand in einem NBA-Finale zu drehen war bisher erst wenigen Vereinen geglückt.
Waltons verließ die Blazers 1978, nachdem er mehrere Verletzungen erlitten hatte, in Richtung San Diego Clippers. 1980 verließ auch Lucas das Team. Im Draft 1983 wählte man an 14. Stelle Clyde Drexler aus. Dieser entwickelte sich zu einem der Superstars der 80er und führte die Blazers regelmäßig in die Playoffs. Die Blazers bauten um ihn mit Spielern wie Kevin Duckworth, Jerome Kersey, Terry Porter, Kiki Vandeweghe und Fat Lever ein schlagkräftiges Team auf. Im Jahr 1984 hatten die Blazers den zweiten Draftpick und wählten damit Sam Bowie und nicht Michael Jordan, den die Chicago Bulls nach ihnen wählten. Dies wurde später von vielen Kritikern als größte Fehlentscheidung beim Draft aller Zeiten eingestuft. Auf der anderen Seite wählte man im NBA-Draft 1986 mit dem Litauer Arvydas Sabonis und dem Kroaten Dražen Petrović, die ersten europäischen Stars, die später in die NBA gewechselt sind.
1988 kaufte der Milliardär Paul Allen den Verein und das Team kam in den Jahren 1990 und 1992 in die Finals der Playoffs, verlor 1990 gegen die Detroit Pistons und 1992 gegen die Chicago Bulls.
1995 verließen die Blazers das alte Portland Memorial Coliseum und spielten ab diesem Zeitpunkt in der neuen Rose Garden Arena (heute: Moda Center). Drexler verließ nach elf Jahren die Blazers und wurde zu den Houston Rockets verkauft. Auch Porter, Kersey, Buck Williams und Clifford Robinson wechselten nacheinander das Team. Trotz des Umbaus blieben die Blazers weiterhin ein beständiger Playoffkandidat. Die Trail Blazers hatten um die Jahrtausendwende eine der talentiersten Mannschaften überhaupt und waren nahe am NBA-Titel dran. In den Jahren 1999 und 2000 erreichten Portland die Conference-Finals, in denen sie an den San Antonio Spurs beziehungsweise Los Angeles Lakers scheiterten. In den drei darauffolgenden Saisons schieden die Blazers in der ersten Playoffrunde aus. Zur gleichen Zeit gerieten diverse Portland-Spieler mit dem Gesetz in Konflikt, was der Mannschaft den zweifelhaften Spitznamen Jailblazers einbrachte. Leistungsträger wie Rasheed Wallace, Isaiah Rider, Bonzi Wells und Damon Stoudamire, aber auch Bankspieler wie Ruben Patterson oder Qyntel Woods waren involviert. Anschließend wurde mehrmals das halbe Team ausgetauscht. Zwischen 2003 und 2008 erreichte die früher so erfolgreiche Franchise kein einziges Mal mehr die Playoffs.
Im Jahr 2005 ging das Rose Garden Stadion aufgrund des Bankrotts der Oregon Arena Corporation an einige Investmentfirmen. 2007 kaufte Paul Allen das Stadion erneut, nachdem der damalige Manager gefeuert worden war.
Im NBA-Draft 2006 holten sich die Blazers via Trades die Collegestars LaMarcus Aldridge von den Chicago Bulls und Brandon Roy von den Minnesota Timberwolves. Beide Spieler etablierten sich schnell zu Schlüsselspielern in der Rotation. Roy gewann die Auszeichnung des Rookie Of The Year. Trotz Steigerung der Bilanz verpassten die Trail Blazers die Playoffs.
Die Blazers gewannen die Draftlottery zum NBA-Draft 2007. Damit hatten sie das Erstrecht bei der jährlichen Talentewahl. Die Wahl fiel auf Greg Oden, der als eines der größten Centertalente der letzten zehn Jahre galt. Jedoch verletzte sich Oden vor Beginn des ersten Saisonspiels und fiel die gesamte Saison aus. Die Blazers konnten den Ausfall gut kompensieren. Durch die Leistungssteigerungen von Roy, Aldridge, Travis Outlaw und Martell Webster konnten sie erneut die Bilanz verbessern, jedoch scheiterte die Blazers knapp an der Playoffsqualifikation.
Mit einem wiedergenesenen Oden starteten die Mannschaft aus Oregon mit viel Vorschusslorbeeren in die neue Saison. Zum ersten Mal nach fünf Jahren erreichten sie die Playoffs, jedoch kamen sie über die erste Runde nicht hinaus. Die Saison 2009/10 begannen die Blazers vielversprechend, ehe sich Greg Oden am 5. Dezember 2009 die Kniescheibe brach und nicht mehr im Trikot der Blazers auf das Spielfeld zurückkehrte und im Jahre 2012 von diesen entlassen wurde. Im Nachhinein betrachtet wurden die Blazers, wie schon bei der Wahl Sam Bowies, auch für die Wahl Odens kritisiert, da man auch Kevin Durant hätte nehmen können. Die Blazers erreichten erneut die Playoffs, mussten jedoch auf Brandon Roy verzichten, der zuvor eine schwere Verletzung am rechten Knie erlitten hatte. Entsprechend folgte wieder das Aus in der ersten Runde.
Als Ersatz für den verletzten Roy verpflichteten die Blazers Wesley Matthews von den Utah Jazz. Trotz des Ausfalls von Oden und des körperlich stark eingeschränkten Roy konnten die Blazers erneut die Playoffs erreichen. Dies war vor allem den Leistungsexplosionen von Aldridge und Matthews geschuldet sowie der Verpflichtung von Gerald Wallace.

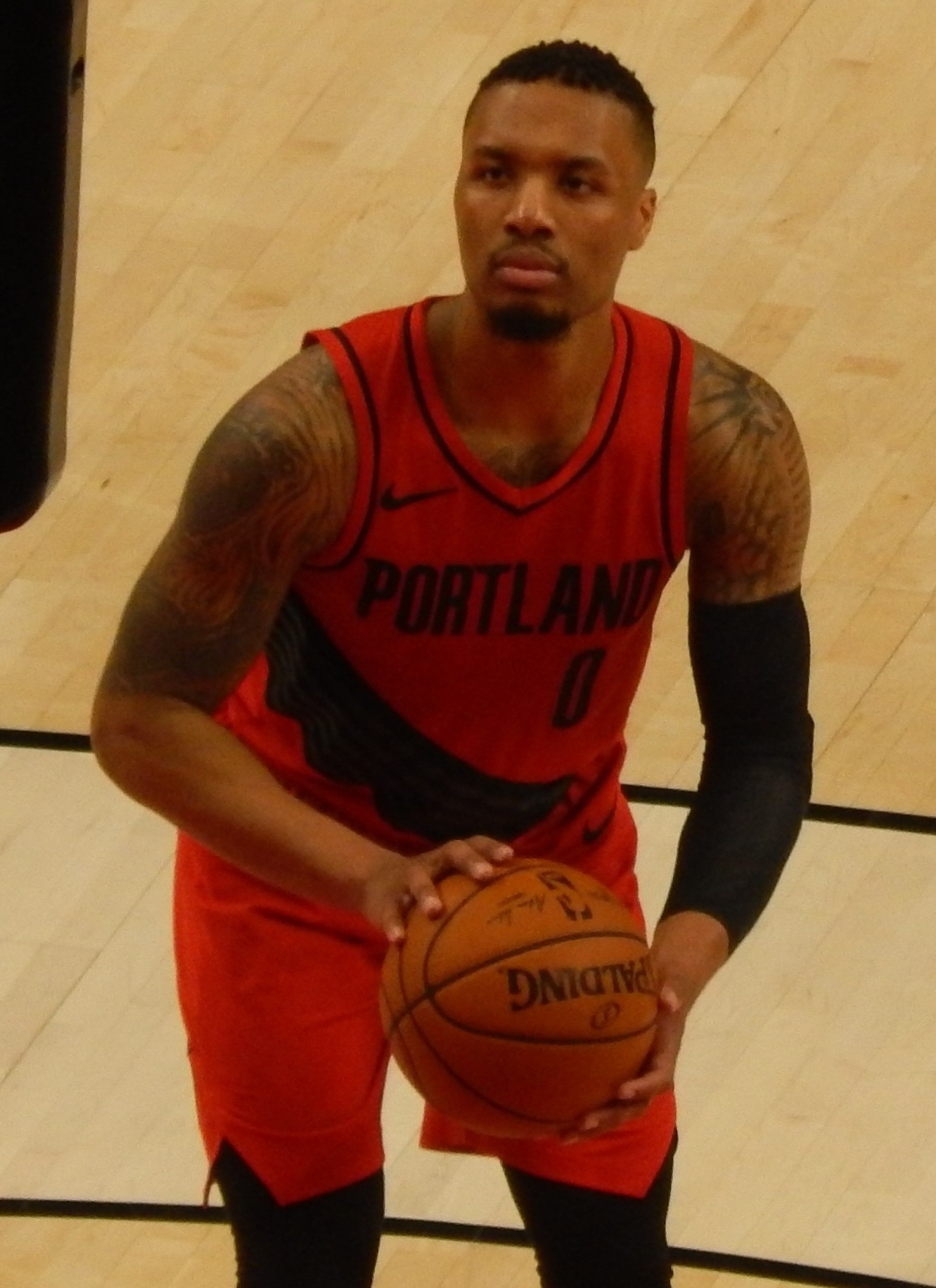
Point Guard Damian Lillard spielte von 2012 bis 2023 für die Blazers

Im Juni 2011 konnten die Blazers Point Guard Raymond Felton von den Denver Nuggets verpflichten. Nachdem ein Lockout in der NBA im Dezember beendet werden konnte, erklärte Brandon Roy, aufgrund von anhaltenden Knieproblemen, seinen Rücktritt vom Profibasketballsport. Die Blazers reagierten darauf und verpflichteten Jamal Crawford von den Atlanta Hawks. Mitte März 2012 wurde Greg Oden entlassen und mit ihm Trainer Nate McMillan. Kaleb Canales übernahm McMillans Aufgaben bis auf weiteres. Außerdem trennten sie sich von Marcus Camby und Gerald Wallace. Für Camby kamen Hasheem Thabeet und Jonny Flynn von den Houston Rockets und für Wallace Mehmet Okur und Shawne Williams von den New Jersey Nets. Williams und Okur absolvierten jedoch kein einziges Spiel für die Blazers.

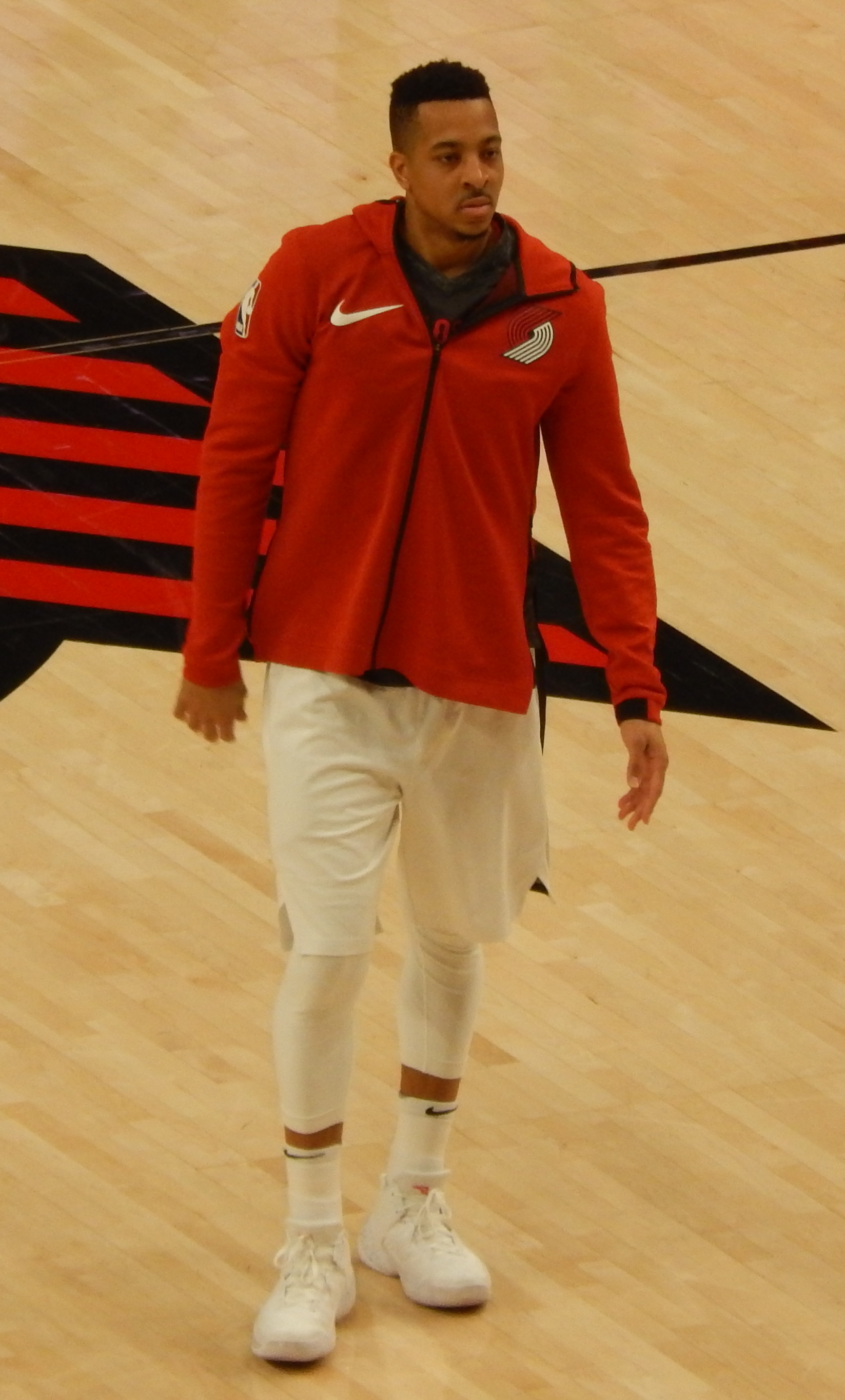
C. J. McCollum spielte von 2013 bis 2022 für die Blazers

Die Blazers erreichten die Playoffs 2012 nicht. Im Sommer 2012 verließen Raymond Felton und Jamal Crawford die Mannschaft. Über den NBA-Draft 2012 verstärkten sie sich mit den Lotterypicks Damian Lillard und Meyers Leonard. Ebenso verpflichteten die Blazers die Europäer Victor Claver und Joel Freeland, dessen Rechte sie sich in den vorherigen Drafts sicherten. August 2012 wurde mit Terry Stotts zudem ein neuer Headcoach vorgestellt. Im Vergleich zur Vorsaison erreichten die Trail Blazers zwar eine deutlich bessere Bilanz, eine Qualifikation für die Playoffs gelang in der Saison 2012/13 nicht. Lillard wurde für seine Leistung zum Rookie of the Year ernannt und ist damit nach Geoff Petrie, Sidney Wicks und Brandon Roy der vierte Blazer, der diese Auszeichnung entgegengenommen hat.
In der Saison 2013/14 gelang es den Blazers, sich wieder für die Playoffs zu qualifizieren. Man zog in die zweite Playoffsrunde ein, wo man dem späteren NBA-Meister San Antonio Spurs unterlag. Mit Lillard und Aldridge wurden zwei Blazersspieler zum NBA All-Star Game eingeladen. In der Saison 2014/15 konnte man zum ersten Mal seit 1999 den Divisionstitel gewinnen und qualifizierte sich für die Playoffs, wo man den Memphis Grizzlies in der ersten Runde unterlag. Nach der Saison verkündete Starspieler Aldridge, dass er sich den San Antonio Spurs anschließen wird. Somit wurde in Portland ein Neuaufbau eingeleitet, bei dem auch die Starter Robin Lopez, Wesley Matthews und Nicolas Batum das Team verließen.
Das Team verstärkte sich im Sommer 2015 vorwiegend mit jungen Spielern wie Ed Davis, Al-Farouq Aminu und Maurice Harkless. Entgegen allen Erwartungen qualifizierten sich die Blazers mit 44 Siegen für die Playoffs 2016. Zu verdanken war dies unter anderem dem scoringstarken Backcourt aus C. J. McCollum, der zum meistverbesserten Spieler der Saison ausgezeichnet wurde und Lillard der mit über 25 Punkten im Schnitt die Blazers als Scorer anführte. In der ersten Playoffrunde bezwang man überraschend die Los Angeles Clippers. In der nächsten Runde folgte gegen den Meister Golden State Warriors nach fünf Spielen, das Aus. Auch im Sommer 2016 verstärkte man sich mit Evan Turner und Allen Crabbe, jedoch enttäuschten dieses Mal die Blazers und qualifizierten sich nur knapp, wo man in der ersten Runde erneut den Warriors mit 0-4 unterlag.
In der NBA-Saison 2017/18 erreichten die Blazers mit einem Kern aus Lillard, McCollum und den bosnischen Center Jusuf Nurkić die drittbeste Bilanz der Western Conference. In der ersten Runde hatte man den Heimvorteil gegen die New Orleans Pelicans, die ohne ihren Starcenter DeMarcus Cousins antraten. Trotz der Favoritenrolle der Blazers, schieden diese überraschend sieglos mit 0-4 gegen die Pelicans aus.
Die NBA-Saison 2020/21 beendeten die Blazers auf Platz 6 der Western Conference und qualifizierten sich zum 8. Mal in Folge für die Playoffs. Angeführt wurden sie dabei wieder von All-Star Damian Lillard, der im Schnitt 28,8 Punkte erzielte.
Trotz einer starken Saison 2022/23 von Lillard verpassten die Blazers den Einzug als 13. im Westen mit lediglich 33 Siegen deutlich. Der langjährige Superstar der Franchise verließ nach Ende jener Saison das Team und schloss sich den Milwaukee Bucks um Giannis Antetokounmpo an.

## Aktueller Kader
| Nr. | Nat.                    | Name                | Position      | Geburt     | Größe  | Info | College                   |
| --- | ----------------------- | ------------------- | ------------- | ---------- | ------ | ---- | ------------------------- |
| 00  | Vereinigte Staaten      | Scoot Henderson     | Guard         | 03.02.2004 | 188 cm | R    | Carlton J. Kell (GA)      |
| 1   | Vereinigte Staaten      | Anfernee Simons     | Guard         | 08.06.1999 | 193 cm |      | IMG Academy               |
| 2   | Bahamas                 | Deandre Ayton       | Center        | 23.07.1998 | 213 cm |      | Arizona                   |
| 4   | Vereinigte Staaten      | Matisse Thybulle    | Guard         | 04.03.1997 | 196 cm |      | Washington                |
| 5   | Kanada                  | Dalano Banton       | Guard         | 07.11.1999 | 203 cm |      | Nebraska                  |
| 8   | Israel                  | Deni Avdija         | Forward       | 03.01.2001 | 206 cm |      | Israel                    |
| 9   | Vereinigte Staaten      | Jerami Grant        | Forward       | 12.03.1994 | 203 cm |      | Syracuse                  |
| 10  | Dominikanische Republik | Justin Minaya       | Forward       | 26.03.1999 | 196 cm | G    | Providence                |
| 11  | Vereinigte Staaten      | Bryce McGowens      | Guard         | 08.11.2002 | 198 cm | G    | Nebraska                  |
| 17  | Kanada                  | Shaedon Sharpe      | Guard         | 30.05.2003 | 196 cm |      | Dream City Christian (AZ) |
| 21  | Frankreich              | Ryan Rupert         | Guard         | 31.05.2004 | 198 cm |      | Frankreich                |
| 23  | Vereinigte Staaten      | Donovan Clingan     | Center        | 23.02.2004 | 218 cm | R    | Connecticut               |
| 24  | Vereinigte Staaten      | Kris Murray         | Forward       | 19.08.2000 | 203 cm |      | Iowa                      |
| 26  | Australien              | Duop Reath          | Center        | 26.06.1996 | 198 cm |      | LSU                       |
| 33  | Belgien                 | Toumani Camara      | Forward       | 08.05.2000 | 201 cm |      | Dayton                    |
| 34  | Vereinigte Staaten      | Jabari Walker       | Forward       | 30.07.2002 | 201 cm |      | Colorado                  |
| 35  | Vereinigte Staaten      | Robert Williams III | Center        | 17.10.1997 | 206 cm |      | Texas A&M                 |
| 91  | Frankreich              | Sidy Cissoko        | Guard/Forward | 02.04.2004 | 198 cm | G    | Frankreich                |

| Nat.               | Name             | Position       |
| ------------------ | ---------------- | -------------- |
| Vereinigte Staaten | Chauncey Billups | Head Coach     |
| Vereinigte Staaten | Rodney Billups   | Assistenzcoach |
| Vereinigte Staaten | Scott Brooks     | Assistenzcoach |
| Vereinigte Staaten | Jonah Herscu     | Assistenzcoach |
| Vereinigte Staaten | Steve Hetzel     | Assistenzcoach |
| Vereinigte Staaten | Roy Rogers       | Assistenzcoach |
| Vereinigte Staaten | Mark Tyndale     | Assistenzcoach |

| Abk. | Bedeutung                       |
| ---- | ------------------------------- |
| Nr.  | Trikotnummer                    |
| Nat. | Nationalität                    |
| C    | Teamkapitän                     |
| R    | Rookie                          |
| G    | Two-way contract                |
|      | Verletzungsbedingte Inaktivität |

## Ehrungen und nennenswerte Leistungen

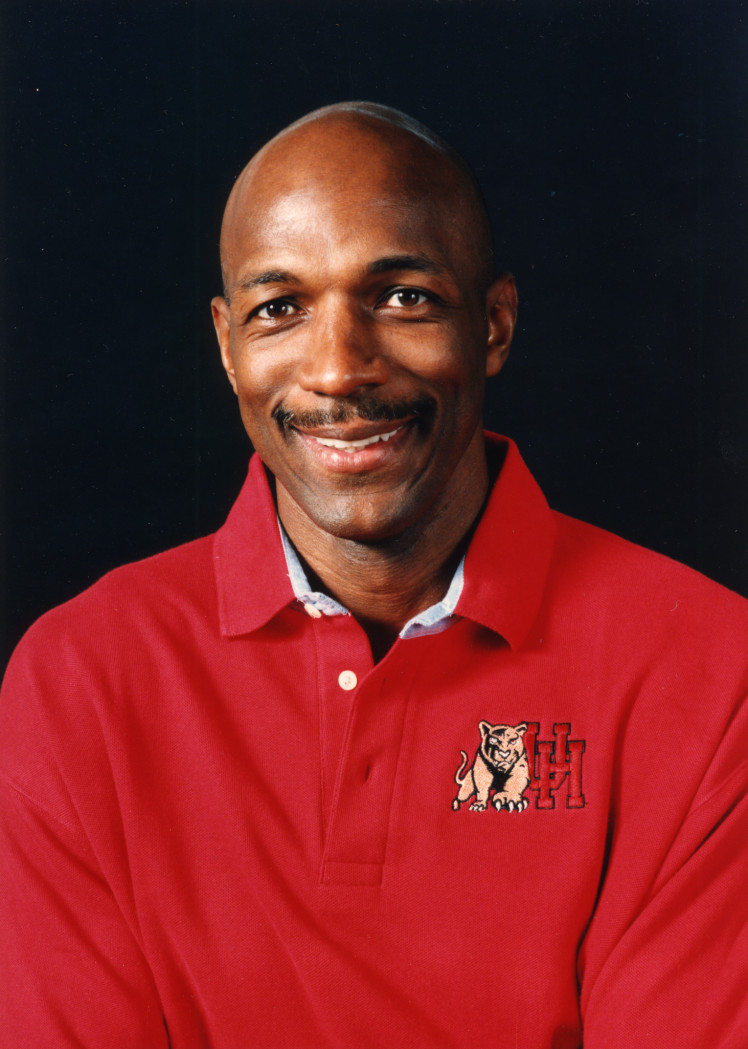
Clyde Drexler spielte von 1984 bis 1994 in Portland

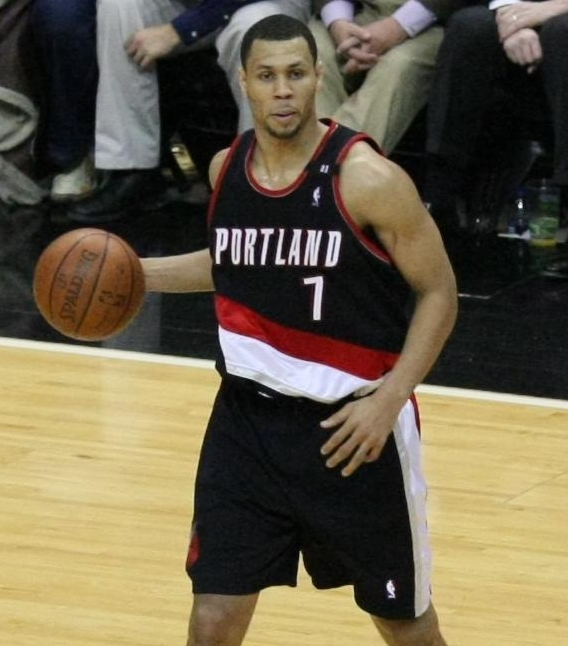
Guard Brandon Roy

| Nr. | Nat.               | Name           | Position                                       | Zeit                  |
| --- | ------------------ | -------------- | ---------------------------------------------- | --------------------- |
| 1   | Vereinigte Staaten | Larry Weinberg | Teamgründer und ehemaliger Besitzer            | 1970–1988             |
| 13  | Vereinigte Staaten | Dave Twardzik  | Guard                                          | 1976–1980             |
| 14  | Vereinigte Staaten | Lionel Hollins | Guard                                          | 1975–1980             |
| 15  | Vereinigte Staaten | Larry Steele   | Guard                                          | 1971–1980             |
| 20  | Vereinigte Staaten | Maurice Lucas  | Forward                                        | 1976–1980 und 1987/88 |
| 22  | Vereinigte Staaten | Clyde Drexler  | Guard                                          | 1984–1994             |
| 30  | Vereinigte Staaten | Bob Gross      | Forward                                        | 1975–1982             |
| 30  | Vereinigte Staaten | Terry Porter   | Guard                                          | 1985–1995             |
| 32  | Vereinigte Staaten | Bill Walton    | Center                                         | 1974–1978             |
| 36  | Vereinigte Staaten | Lloyd Neal     | Center                                         | 1972–1979             |
| 45  | Vereinigte Staaten | Geoff Petrie   | Guard                                          | 1970–1976             |
| 77  | Vereinigte Staaten | Jack Ramsay    | Trainer (1977 Jahr der einzigen Meisterschaft) | 1976–1986             |

| Nat.               | Name            | Position      | Zeit                |
| ------------------ | --------------- | ------------- | ------------------- |
| Vereinigte Staaten | Clyde Drexler   | Guard         | 1983–1995           |
| Kroatien           | Dražen Petrović | Guard         | 1989–1991           |
| Litauen            | Arvydas Sabonis | Center        | 1995–2001 2002–2003 |
| Vereinigte Staaten | Bill Walton     | Center        | 1974–1979           |
| Vereinigte Staaten | Lenny Wilkens   | Guard Trainer | 1974/75 1974–1976   |
| Vereinigte Staaten | Jack Ramsay     | Trainer       | 1976–1986           |

| Name              | aktueller Verein  |
| ----------------- | ----------------- |
| Damian Lillard    | Milwaukee Bucks   |
| LaMarcus Aldridge | San Antonio Spurs |
| Nicolas Batum     | Charlotte Hornets |
| Sam Bowie         | Karriere beendet  |
| Kevin Duckworth   | † 2008            |
| Maurice Lucas     | † 2010            |
| Shawn Kemp        | Karriere beendet  |
| Jerome Kersey     | † 2015            |
| Wesley Matthews   | Milwaukee Bucks   |
| Greg Oden         | Karriere beendet  |
| Scottie Pippen    | Karriere beendet  |
| Terry Porter      | Karriere beendet  |
| Zach Randolph     | Karriere beendet  |
| Isaiah Rider      | Karriere beendet  |
| Clifford Robinson | Karriere beendet  |
| Brandon Roy       | Karriere beendet  |
| Arvydas Sabonis   | Karriere beendet  |
| Detlef Schrempf   | Karriere beendet  |
| Steve Smith       | Karriere beendet  |
| Damon Stoudamire  | Karriere beendet  |
| Rod Strickland    | Karriere beendet  |
| Mychal Thompson   | Karriere beendet  |
| Kiki Vandeweghe   | Karriere beendet  |
| Rasheed Wallace   | Karriere beendet  |
| Sidney Wicks      | Karriere beendet  |
| Buck Williams     | Karriere beendet  |

## Statistiken
| Name            | Zeit                                   |
| --------------- | -------------------------------------- |
| Rolland Todd    | 1970–1972                              |
| Stu Inman       | 1972 als Interimstrainer               |
| Jack McCloskey  | 1972–1974                              |
| Lenny Wilkens   | 1974–1976                              |
| Jack Ramsay     | 1976–1986                              |
| Mike Schuler    | 1986–1989                              |
| Rick Adelman    | 1989 als Interimstrainer und 1989–1994 |
| PJ Carlesimo    | 1994–1997                              |
| Mike Dunleavy   | 1997–2001                              |
| Maurice Cheeks  | 2001–2005                              |
| Kevin Pritchard | 2005 als Interimstrainer               |
| Nate McMillan   | 2005–2012                              |
| Kaleb Canales   | 2012 als Interimstrainer               |
| Terry Stotts    | 2012–2021                              |

| Jahr    | Siege:Niederlagen | Siege [%] | Play-offs                                                                |
| ------- | ----------------- | --------- | ------------------------------------------------------------------------ |
| 1970/71 | 29:53             | 35,4      | Nicht für die Play-offs qualifiziert                                     |
| 1971/72 | 18:64             | 22,0      | Nicht für die Play-offs qualifiziert                                     |
| 1972/73 | 21:61             | 25,6      | Nicht für die Play-offs qualifiziert                                     |
| 1973/74 | 27:55             | 32,9      | Nicht für die Play-offs qualifiziert                                     |
| 1974/75 | 38:44             | 46,3      | Nicht für die Play-offs qualifiziert                                     |
| 1975/76 | 37:45             | 45,1      | Nicht für die Play-offs qualifiziert                                     |
| 1976/77 | 49:33             | 59,8      | NBA-Meister mit 4:2 in den NBA-Finals gegen die Philadelphia 76ers       |
| 1977/78 | 58:24             | 70,7      | 2:4 in den Western Conference-Halbfinals gegen die Seattle SuperSonics   |
| 1978/79 | 45:37             | 54,9      | 1:2 in der ersten Runde gegen die Phoenix Suns                           |
| 1979/80 | 38:44             | 46,3      | 1:2 in der ersten Runde gegen die Seattle SuperSonics                    |
| 1980/81 | 45:37             | 54,9      | 1:2 in der ersten Runde gegen die Kansas City Kings                      |
| 1981/82 | 42:40             | 51,2      | Nicht für die Play-offs qualifiziert                                     |
| 1982/83 | 46:36             | 56,1      | 1:4 in den Western Conference-Halbfinals gegen die Los Angeles Lakers    |
| 1983/84 | 48:34             | 58,5      | 2:3 in der ersten Runde gegen die Phoenix Suns                           |
| 1984/85 | 42:40             | 51,2      | 1:4 in den Western Conference-Halbfinals gegen die Los Angeles Lakers    |
| 1985/86 | 40:42             | 48,8      | 1:3 in der ersten Runde gegen die Denver Nuggets                         |
| 1986/87 | 49:33             | 59,8      | 1:3 in der ersten Runde gegen die Houston Rockets                        |
| 1987/88 | 53:29             | 64,6      | 1:3 in der ersten Runde gegen den Utah Jazz                              |
| 1988/89 | 39:43             | 47,6      | 0:3 in der ersten Runde gegen die Los Angeles Lakers                     |
| 1989/90 | 59:23             | 72,0      | 1:4 in den NBA-Finals gegen die Detroit Pistons                          |
| 1990/91 | 63:19             | 76,8      | 2:4 in den Western Conference-Finals gegen die Los Angeles Lakers        |
| 1991/92 | 57:25             | 69,5      | 2:4 in den NBA-Finals gegen die Chicago Bulls                            |
| 1992/93 | 51:31             | 62,2      | 1:3 in der ersten Runde gegen die San Antonio Spurs                      |
| 1993/94 | 47:35             | 57,3      | 1:3 in der ersten Runde gegen die Houston Rockets                        |
| 1994/95 | 44:38             | 53,7      | 0:3 in der ersten Runde gegen die Phoenix Suns                           |
| 1995/96 | 44:38             | 53,7      | 2:3 in der ersten Runde gegen den Utah Jazz                              |
| 1996/97 | 49:33             | 59,8      | 1:3 in der ersten Runde gegen die Los Angeles Lakers                     |
| 1997/98 | 46:36             | 56,1      | 1:3 in der ersten Runde gegen die Los Angeles Lakers                     |
| 1998/99 | 35:15             | 70,0      | 0:4 in den Western Conference-Finals gegen die San Antonio Spurs         |
| 1999/00 | 59:23             | 72,0      | 3:4 in den Western Conference-Finals gegen die Los Angeles Lakers        |
| 2000/01 | 50:32             | 61,0      | 0:3 in der ersten Runde gegen die Los Angeles Lakers                     |
| 2001/02 | 49:33             | 59,8      | 0:3 in der ersten Runde gegen die Los Angeles Lakers                     |
| 2002/03 | 50:32             | 61,0      | 3:4 in der ersten Runde gegen die Dallas Mavericks                       |
| 2003/04 | 41:41             | 50,0      | Nicht für die Play-offs qualifiziert                                     |
| 2004/05 | 27:55             | 32,9      | Nicht für die Play-offs qualifiziert                                     |
| 2005/06 | 21:61             | 25,6      | Nicht für die Play-offs qualifiziert                                     |
| 2006/07 | 32:50             | 39,0      | Nicht für die Play-offs qualifiziert                                     |
| 2007/08 | 41:41             | 50,0      | Nicht für die Play-offs qualifiziert                                     |
| 2008/09 | 54:28             | 65,9      | 2:4 in der ersten Runde gegen die Houston Rockets                        |
| 2009/10 | 50:32             | 61,0      | 2:4 in der ersten Runde gegen die Phoenix Suns                           |
| 2010/11 | 48:34             | 58,5      | 2:4 in der ersten Runde gegen die Dallas Mavericks                       |
| 2011/12 | 28:38             | 42,4      | Nicht für die Play-offs qualifiziert                                     |
| 2012/13 | 33:49             | 40,2      | Nicht für die Play-offs qualifiziert                                     |
| 2013/14 | 54:28             | 65,9      | 1:4 in den Western Conference-Halbfinals gegen die San Antonio Spurs     |
| 2014/15 | 51:31             | 62,2      | 1:4 in der ersten Runde gegen die Memphis Grizzlies                      |
| 2015/16 | 44:38             | 53,7      | 1:4 in den Western Conference-Halbfinals gegen die Golden State Warriors |
| 2016/17 | 41:41             | 50,0      | 0:4 in der ersten Runde gegen die Golden State Warriors                  |
| 2017/18 | 49:33             | 59,8      | 0:4 in der ersten Runde gegen die New Orleans Pelicans                   |
| 2018/19 | 53:39             | 64,6      | 0:4 in den Western Conference-Finals gegen die Golden State Warriors     |
| 2019/20 | 35:39             | 47,3      | 1:4 in der ersten Runde gegen die Los Angeles Lakers                     |
| 2020/21 | 42:30             | 58,3      | 2:4 in der ersten Runde gegen die Denver Nuggets                         |
| 2021/22 | 27:55             | 32,9      | Nicht für die Play-offs qualifiziert                                     |
| 2022/23 | 33:49             | 26,8      | Nicht für die Play-offs qualifiziert                                     |
| 2023/24 | 21:61             | 25,6      | Nicht für die Play-offs qualifiziert                                     |
| 2024/25 | 36:46             | 43,9      | Nicht für die Play-offs qualifiziert                                     |
| Gesamt  | 2328:2116         | 52,4      | 119:155 in den Playoffs (43,4 %) - 1 NBA-Meisterschaft                   |